# Hubschrauberstaffel 16
Die Hubschrauberstaffel 16 Albert Kuntz (HS-16) war ein fliegender Verband der Grenztruppen der DDR. Ihre Aufgaben umfassten Aufklärungsflüge an der innerdeutschen Grenze, die allgemeine Beobachtung des Grenzgebietes zur Bundesrepublik Deutschland, die Kontrolle der Grenzanlagen aus der Luft sowie den Transport von Grenzsicherungskräften und Verbindungs- und Inspektionsflüge von Angehörigen des in Pätz befindlichen Kommandos der Grenztruppen (KdoGT) zu den einzelnen Grenzeinheiten.

## Vorgeschichte
Die Bildung der Grenzfliegerkräfte der DDR erfolgte 1964 unter Herauslösung von Personal und Technik aus dem Hubschraubergeschwader 31 und der Aufstellung dreier Hubschrauberketten auf dem Flugplatz Brandenburg-Briest, die die Bezeichnungen Grenzkette Nord, Grenzkette Süd sowie Berlin-Kette erhielten. Jede Kette war mit je einem Mi-4A und zwei SM-1 ausgerüstet. Während letztere der Stadtkommandantur von Ost-Berlin unterstellt und zur Überwachung der Grenze zu West-Berlin eingesetzt wurde, nutzten die Grenztruppen die beiden anderen zur Sicherung der Grenze zur Bundesrepublik. Die Berlin-Kette verblieb in Brandenburg-Briest und wurde bereits 1968 aufgelöst und in das HG-31 wiedereingegliedert, die Nord- und Südkette verlegten Anfang 1965 an andere Standorte. Der Flugplatz Salzwedel, der bereits ab 1935 für Ausbildungseinheiten der Luftwaffe errichtet und deren aus dieser Zeit stammende Kasernenanlage ab 1952 von der Grenzpolizei und anschließend von den Grenztruppen genutzt wurde, nahm die Grenzkette Nord auf. Die Südkette wurde am Standort Meiningen auf dem dortigen ehemaligen Verkehrsflugplatz „Rohrer Berg“ und späteren Feldflugplatz der Luftwaffe stationiert. 1969 erhielten die Grenzketten weitere Mi-4-Hubschrauber. Als Folge wurde mit der Ausmusterung des SM-1 begonnen, dessen letzte Flüge 1970 stattfanden. Bis 1973 waren alle SM-1 außer Dienst gestellt, wurden konserviert und sind später höchstwahrscheinlich verschrottet worden.

## Geschichte

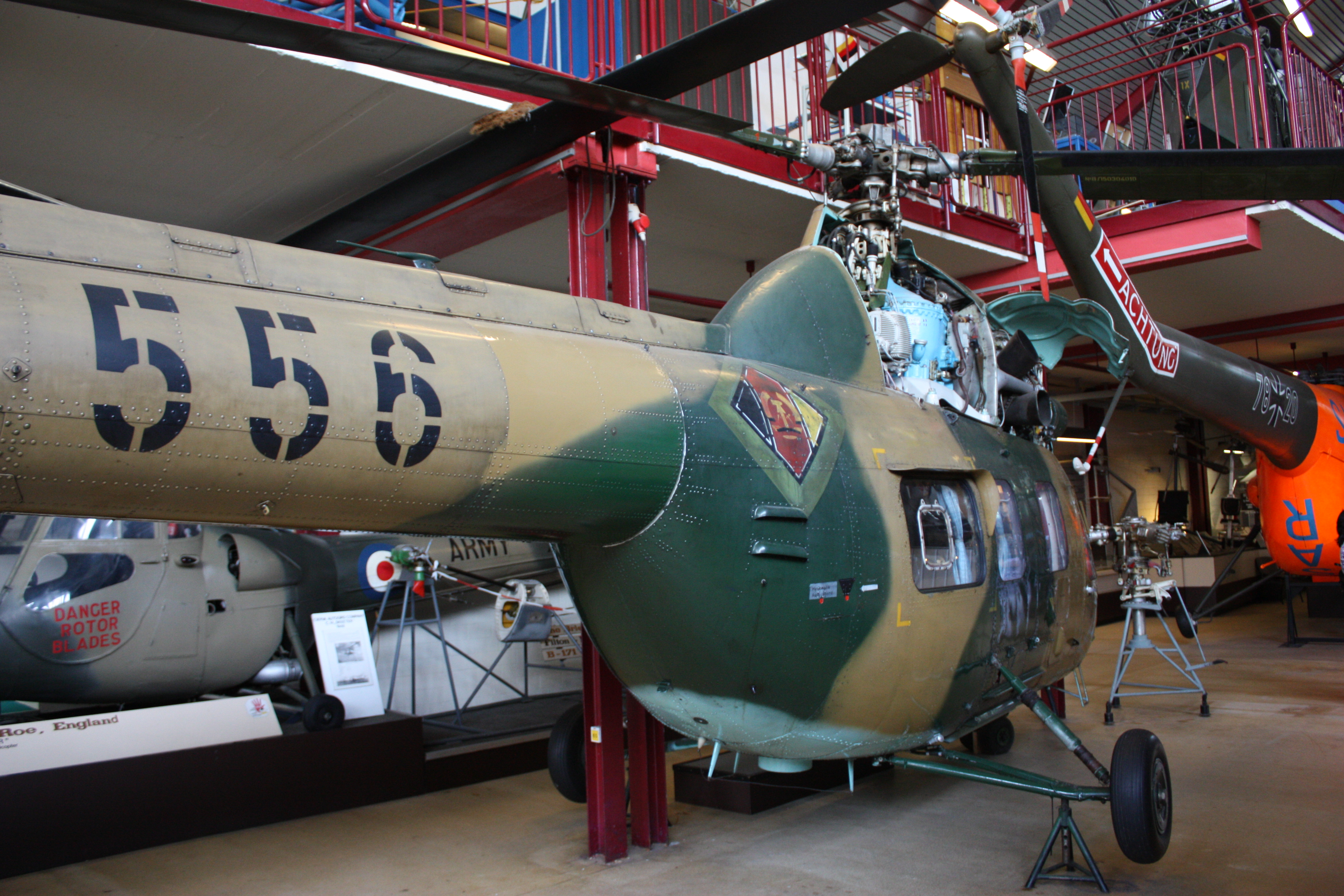
Ein Mi-2 (556) der HS-16 im Hubschraubermuseum Bückeburg

Aufgrund von Strukturveränderungen innerhalb der Grenztruppen entstand im April 1971 aus den Grenzketten Nord und Süd die Hubschrauberstaffel 16, deren Stab in Salzwedel angesiedelt wurde. 1973 wurde die HS-16 auf den Mi-2 umgerüstet, von dem von Juni bis August vom polnischen Herstellerwerk WSK in Świdnik acht Stück übernommen wurden. Das Staffelpersonal hatte vorausgehend in Polen einen Umschulungslehrgang auf diesen Typ absolviert. Mit Einführung des neuen Musters gab die HS-16 sämtliche noch vorhandene Mi-4A zurück an das ehemalige HG-31, das 1971 in Hubschraubergeschwader 34 umbenannt worden war. Damit war der Mi-2 bis zur Einführung des Mi-8 der einzige in der Hubschrauberstaffel geflogene Typ. Drei weitere Mi-2 erreichten den Verband im Juli 1974.
Als 1976 die Grenztruppen aus der NVA ausgegliedert wurden, wurde das Hoheitszeichen der Mi-2-Grenzflieger mit einer grünen Umrandung versehen. Ab 1977 erhielt die HS-16 zwei Hubschrauber vom Typ Mi-8PS, eingeführt im November 1977 bzw. Januar 1978. Im Oktober 1982 folgte noch ein Mi-8T. Neben den üblichen Transport- und Kontrollaufgaben wurden diese Hubschrauber auch für u. a. Schrägbild-Luftaufnahmen des Territoriums der Bundesrepublik Deutschland verwendet. So wurden über dem nordwestlichen Luftkorridor in 3500 bis 4000 Metern Höhe Bilder des Zwischenlagers Gorleben angefertigt. Dafür wurden die Hubschrauber mit Luftbildkameras der Typen AFA-42/100, AFA-BAF 40R und AFA-39 ausgerüstet.
Aufgrund des nicht ausreichenden Kampfhubschrauberbestandes der NVA musste die HS-16 1981 kurzzeitig zusammen mit dem KHG-57 in das Diensthabende System der Luftverteidigung eingegliedert werden. Da sie aber nur über unbewaffnete Hubschrauber verfügte, tauschte sie mit dem HG-34 vier ihrer Mi-2 gegen die gleiche Anzahl von mit 7,62-mm-MGs PKT bewaffneten Maschinen gleichen Typs. Als genügend Mi-8TB- und Mi-24D zur Verfügung standen, endete für die Staffel der DHS-Dienst.
Am 29. Mai 1980 wurde bei einem Treffen von Vertretern des Kommandos der LSK/LV und der Grenztruppen aufgrund des gewachsenen Personal- und Technikbestandes die Verlegung der Hubschrauberstaffel 16 von Salzwedel an den neuen Standort Nordhausen beschlossen. In den folgenden Jahren wurde dieser Mitte der 1930er Jahre errichtete Luftwaffen-Fliegerhorst ausgebaut und mit betonierten Hubschrauber-Stellflächen, Rollwegen sowie einer Wartungshalle versehen. Am 14. Oktober 1986 verlegte die Staffel samt Stab. Zu diesem Zeitpunkt befanden sich 15 Mi-2 und drei Mi-8 im Bestand. Die alten Standorte Salzwedel und Meiningen wurden aber in den nächsten Jahren weiterhin noch genutzt. Am 1. Dezember 1986 wurde anlässlich des 40. Jahrestages der Grenztruppen der DDR der Ehrenname „Albert Kuntz“ an die Hubschraubereinheit verliehen.

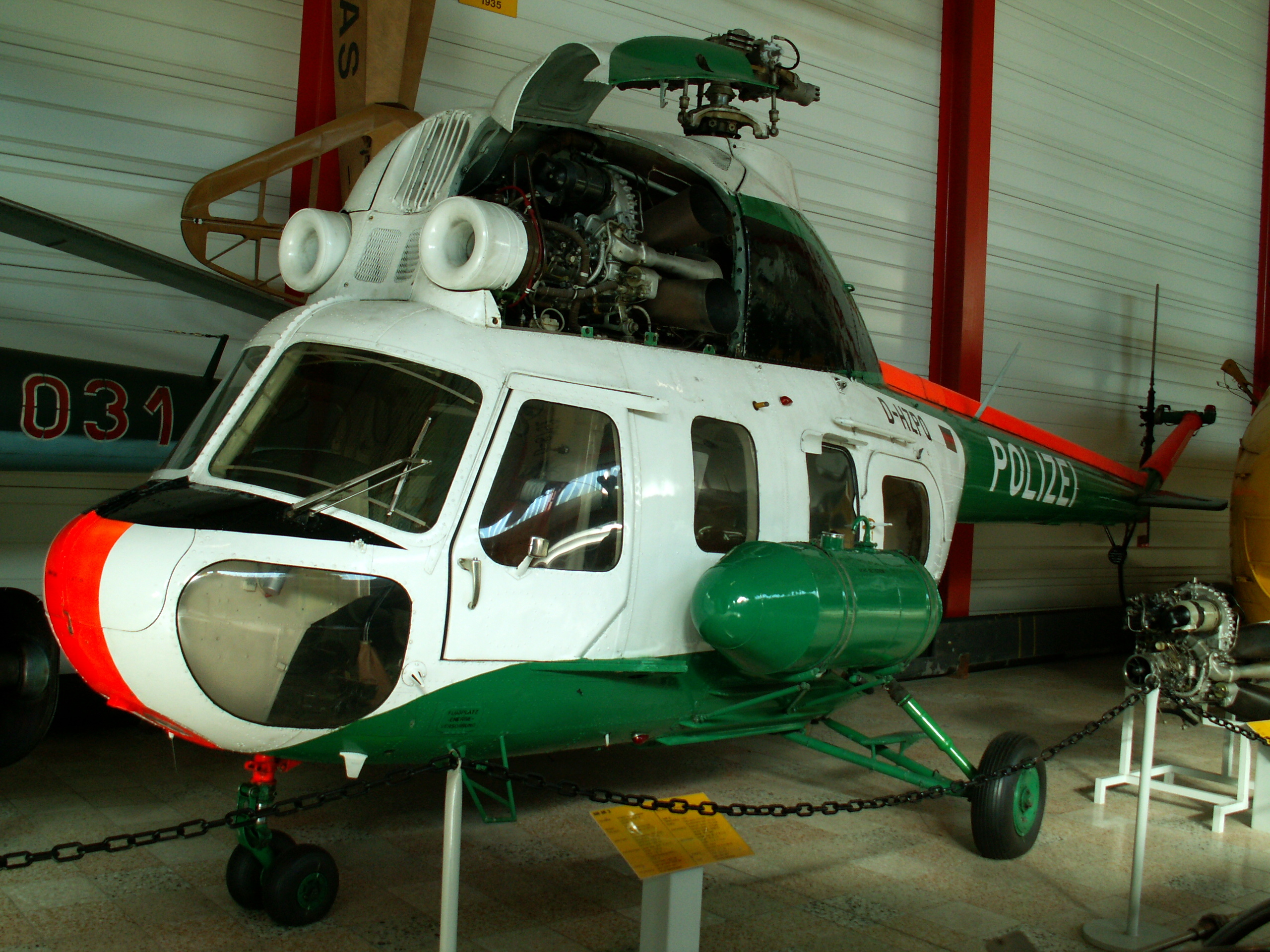
Die ehemalige 504 der HS-16 flog später als D–HZPQ bei der Polizeistaffel Brandenburg und steht heute in der Flugausstellung Hermeskeil

Mit der politischen Wende wurden die Grenzsicherungsaufgaben der Staffel obsolet und für den Dezember 1989 geplante Flüge wurden zum größten Teil nicht mehr durchgeführt. Stattdessen wurde der Verband zur Verkehrsüberwachung und im Luftrettungsdienst eingesetzt. Am 14. September 1990 überflog die HS-16 sämtliche Mi-2 außer einer nicht flugfähigen Maschine nach Berlin-Schönefeld und übergab sie an die Zentrale Polizeifliegerstaffel. Die Mi-8 wurden am 26. September nach Brandenburg-Briest geflogen und dem Bundesgrenzschutz überstellt.